# Гордан
Гордан је словенско име.

## Име
- Гордан Видовић, белгијски фудбалер
- Гордан Гиричек, хрватски кошаркаш
- Гордан Јандроковић, хрватски дипломата и политичар
- Гордан Кичић, српски глумац, комичар и редитељ
- Гордан Михић, српски сценариста и редитељ
- Гордан Николић, српски виолиниста
- Гордан Петрић, српски фудбалер

## Презиме
- Паул Алберт Гордан, немачки математичар